# Kapermolen
Kapermolen is een stadsdeel in de Belgische stad Hasselt. Het is gelegen tussen de Grote Ring (Gouverneur Verwilghensingel) en de N702 (Koning Boudewijnlaan). Het gebied omvat een park, enkele scholen en diverse sportfaciliteiten. De rivier de Demer stroomt doorheen het Kapermolenpark.

## Geschiedenis
De term Kapermolen komt van een oude molen die vroeger aan de Demer lag. In 1763 wordt deze molen als volgend vermeld: "In de Villstraet tegen de capermolen, eenen bampd, Kapermolen genaemt, op de auden demer gelegen ende met een punt op den hoeck der Villstraet". De Kapermolen werd in de 16de eeuw gebouwd toen de Broekermolen tot volmolen werd omgebouwd. Toen deze laatste opnieuw als graanmolen werd gebruikt, werd de afgelegen Kapermolen niet meer gebruikt. De toen trotse Kapermolen werd in de 18de eeuw afgebroken.
In de jaren 30, tijdens het graven van het Albertkanaal, werd het Kapermolen gebied gebruikt als stortplaats van geel Kempenzand. Hierbij ontstond een tijdelijke, kunstmatige woestijn.

## Sport
In Kapermolen liggen twee grote sportcomplexen, namelijk een zwembad en een ijshal.
Het oude binnenzwembadcomplex met een gewoon bad en een kinderbad werd gebouwd in 1961. Het buitenzwembadcomplex, dat in 1987 opende, omvatte een groot openluchtzwembad met golfslagbad, kinderbad, Olympisch bad en watergewenningbad. Ook was er een minigolfbaan en een beachvolleybalveld. In 2016 opende een nieuw binnenzwembadcomplex op dezelfde locatie. Het nieuwe gebouw is aanzienlijk kleiner dan het oude, dat werd afgebroken.
De ijshal De Schaverdijn ligt op de noordelijke oever van de Demer aan de Grote Ring (R71). Voor de ijshal gebouwd werd, lag er een vijver waar in de winter geschaatst werd. Naast de ijshal ligt een veld waarop de Hasselt Cricket Club cricket speelt.

## Park
Het Kapermolenpark is een stadspark en tevens een groene long voor de stad Hasselt. Het park komt uit in de Japanse Tuin.
Het park beschikt over een skatepark, een speeltuin, een evenementenplein, een vijver, een Finse piste en een Keltische boomkalender.
In februari 2019 startte de heraanleg van het Kapermolenpark.

### Skatepark
In 2006 werd het oude skatepark afgebroken en een volledig nieuw skatepark aangelegd. De basisoppervlakte bedraagt 60 meter op 50 meter. Omdat de jongeren van de stad toch op openbare plaatsen bleven skaten werd een team samengesteld dat in het stadscentrum op onderzoek ging om locaties waar veel geskatet werd te recreëren in het nieuwe skatepark. Het is na dat van Gent het grootste openluchtskatepark in de Benelux.

## Evenementen

### KPM
Sinds 2009 organiseert de Provinciale Jeugddienst Limburg op het skatepark de KPMcup, het Limburgs skateboardkampioenschap. In 2012 werd de KPMcup gecombineerd met Burnout, het muziekfestival van PXL Music. Deze combinatie tot een gratis festival met skaten en muziek lokte ruim 6 000 bezoekers. In 2013 heet het festival kortweg 'KPM'. KPM is een organisatie van de Provinciale Jeugddienst Limburg en staat voor een straatcultuurevent met skaten, twee podia, een markt voor ondernemende jongeren en een graffiti jam. Met dit evenement wil de Provincie Limburg een stevig platform bieden aan jongeren en straatcultuur.

### Andere events
Op het evenementenplein vinden elke donderdag van de zomervakantie de Kaperconcerten plaats. Bij elk optreden staat een bepaald genre centraal met één of meerdere artiesten per avond. Daarnaast worden diverse andere evenementen zoals (zomer)festivals en kermissen georganiseerd in of rond het Kapermolenpark.
Jaarlijks in de maand november vindt in het park de GP van Hasselt, een internationale veldrit in het kader van de GvA Trofee Veldrijden, plaats.

## Woontorens
In 2015 startte men met de bouw van een studententoren nabij het skatepark en het zwembad. Later kwam er ook nog een tweede en een derde toren.